# Diepteverdediging
Diepteverdediging of defense in depth is een beveiligingsstrategie waarbij meerdere verdedigingslagen in en rond een te beveiligen object zijn aangebracht. Het falen van één verdedigingslaag wordt daardoor opgevangen door de volgende laag. In het algemeen wordt dit als een verstandige strategie gezien, die al eeuwen wordt toegepast. In de Middeleeuwen was de strategie bijvoorbeeld een uitgangspunt voor het bouwen van burchten, tegenwoordig wordt het vaak toegepast bij de informatiebeveiliging. Voorbeelden van dit laatste zijn gebruik van DMZ’s of toepassing van functiescheiding.
Bij de veiligheidsvoorzieningen van nucleaire installaties wordt dit principe ook toegepast, zie daarvoor defence-in-depth.